# Johnrehnia liturata
Johnrehnia liturata är en kackerlacksart som först beskrevs av Johann Gottlieb Otto Tepper 1895.  Johnrehnia liturata ingår i släktet Johnrehnia och familjen småkackerlackor. Inga underarter finns listade i Catalogue of Life.